# ماركو أوريليو سيكوييرا
ماركو أوريليو سيكوييرا (بالبرتغالية: Marco Aurélio Siqueira‏) هو لاعب كرة قدم برازيلي وبرتغالي في مركز حراسة المرمى، ولد في 4 يونيو 1970 في ريبيراو بريتو في البرازيل. لعب مع نادي بيلينينسش ونادي ريو أفي ونادي فارنزي ونادي ناوتيكو.

## وصلات خارجية
- ماركو أوريليو سيكوييرا على موقع قاعدة بيانات كرة القدم.إي يو (الإنجليزية)